# Nachtgedanken

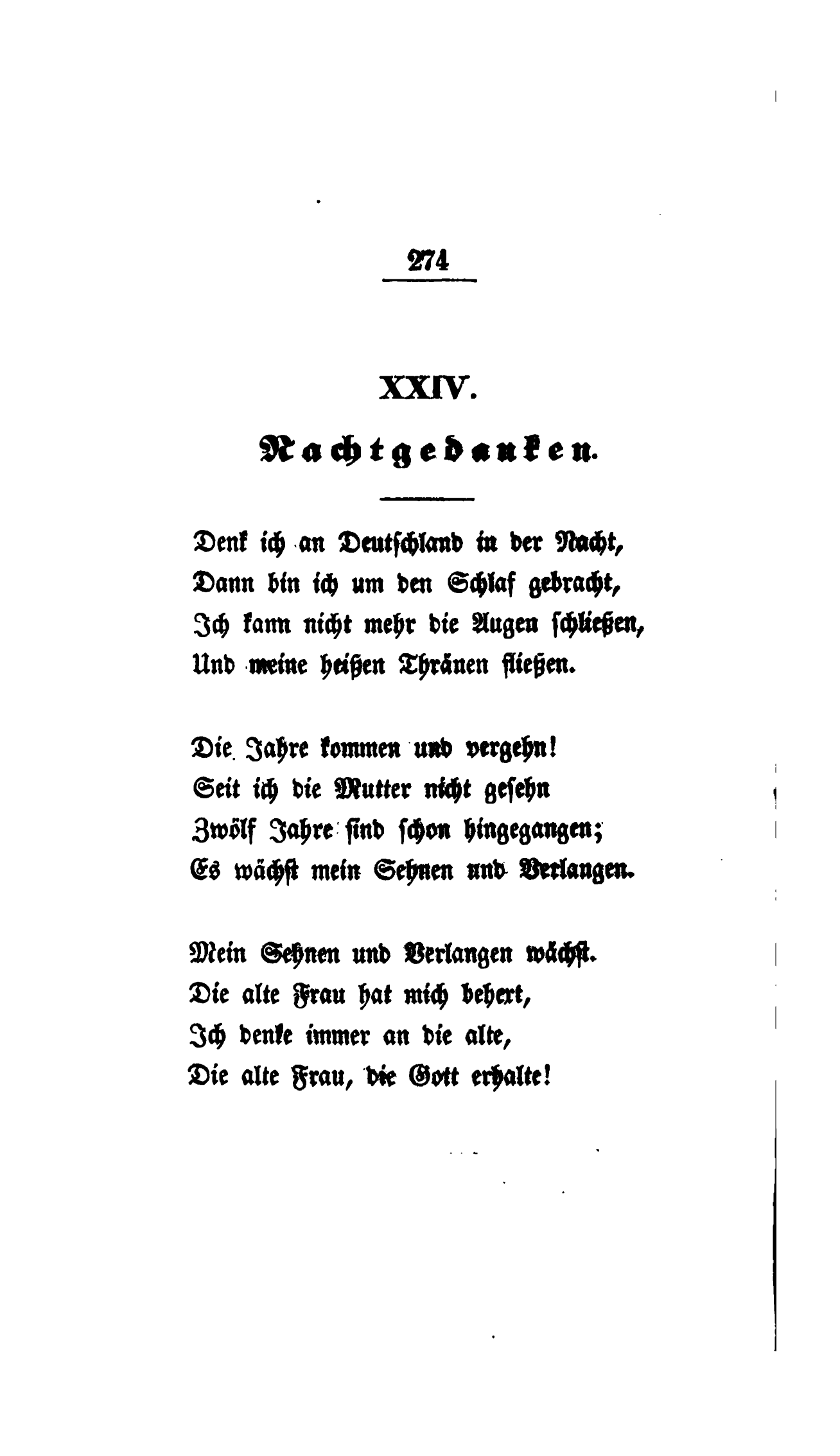
Seite 274 des Bandes Neue Gedichte von 1844 mit dem Anfang von Nachtgedanken.

Nachtgedanken ist das vierundzwanzigste und abschließende Gedicht aus Heinrich Heines 1844 erschienenem Zyklus Zeitgedichte. Der berühmte Eingangsvers
„Denk ich an Deutschland in der Nacht, / Dann bin ich um den Schlaf gebracht“
ist zu einem geflügelten Wort geworden. Die fehlende Nachtruhe bezieht sich im Gedicht auf die Trauer des lyrischen Ichs über die lange Trennung von der in Deutschland gebliebenen Mutter. Sie wird jedoch auch vor dem Hintergrund der persönlichen und politischen Situation des im französischen Exil lebenden Verfassers interpretiert.

## Text (Rechtschreibung angepasst)
Nachtgedanken.

Denk ich an Deutschland in der Nacht,

Dann bin ich um den Schlaf gebracht,

Ich kann nicht mehr die Augen schließen.

Und meine heißen Tränen fließen.

Die Jahre kommen und vergehn!

Seit ich die Mutter nicht gesehn,

Zwölf Jahre sind schon hingegangen;

Es wächst mein Sehnen und Verlangen.

Mein Sehnen und Verlangen wächst.

Die alte Frau hat mich behext,

Ich denke immer an die alte,

Die alte Frau, die Gott erhalte!

Die alte Frau hat mich so lieb,

Und in den Briefen, die sie schrieb,

Seh ich, wie ihre Hand gezittert,

Wie tief das Mutterherz erschüttert.

Die Mutter liegt mir stets im Sinn.

Zwölf lange Jahre flossen hin,

Zwölf lange Jahre sind verflossen,

Seit ich sie nicht ans Herz geschlossen.

Deutschland hat ewigen Bestand,

Es ist ein kerngesundes Land;

Mit seinen Eichen, seinen Linden,

Werd ich es immer wiederfinden.

Nach Deutschland lechzt' ich nicht so sehr,

Wenn nicht die Mutter dorten wär;

Das Vaterland wird nie verderben,

Jedoch die alte Frau kann sterben.

Seit ich das Land verlassen hab,

So viele sanken dort ins Grab,

Die ich geliebt – wenn ich sie zähle,

So will verbluten meine Seele.

Und zählen muß ich – Mit der Zahl

Schwillt immer höher meine Qual,

Mir ist, als wälzten sich die Leichen

Auf meine Brust – Gottlob! sie weichen!

Gottlob! durch meine Fenster bricht

Französisch heitres Tageslicht;

Es kommt mein Weib, schön wie der Morgen,

Und lächelt fort die deutschen Sorgen.

## Beschreibung und Interpretation
Heine verfasste das Gedicht in seinem Pariser Exil. Damals befanden sich die mitteleuropäischen Staaten in einer allgemeinen vorrevolutionären Situation, die unter anderem in Deutschland und Frankreich zu den Revolutionen von 1848 führen sollte. In den deutschen Ländern regte sich politischer Widerstand gegen das vom Wiener Kongress eingesetzte repressive Regime und die Kleinstaaterei.
In der ersten Strophe von Nachtgedanken schildert Heine als lyrisches Ich, dass der Gedanke an Deutschland bei ihm zu Schlaflosigkeit führe und es zum Weinen bringe. Überraschend folgt aber nun in den weiteren Strophen keine direkte Analyse der politischen Situation in Deutschland. Vielmehr befasst sich das lyrische Ich mit seiner alten, in Deutschland lebenden, geliebten Mutter, die es seit 12 Jahren nicht gesehen hat, und mit der es im Briefkontakt steht. Das lyrische Ich betet bei Gott für die Mutter um ein langes Leben. Das Land Deutschland nennt das Ich im Gegensatz zur Mutter „kerngesund“; „mit seinen Eichen, seinen Linden“ wird als ironisierender Topos für die Beschreibung Deutschlands verwendet. Weiter heißt es:

„Nach Deutschland lechzt’ ich nicht so sehr,

Wenn nicht die Mutter dorten wär’;

Das Vaterland wird nie verderben,

Jedoch die alte Frau kann sterben.“

Dieser Gedanke kulminiert in der Erinnerung des Ich an, und Trauer ob der vielen geliebten Personen, die während seines zwölfjährigen Exils in der Heimat verstorben sind; ihm ist, „als wälzten sich die Leichen“ auf seiner Brust. Diese Vorstellung wird erst vertrieben, als morgens in Frankreich die Sonne aufgeht und die schöne Frau des Ichs erscheint und es anlächelt.
Obwohl Heine sich selbst nicht zu den Dichtern des Vormärz zählte, gilt Zeitgedichte als ein Werk dieser politisch-literarischen Strömung. Der Germanist Helmut Koopmann nimmt an, dass Heine in Paris vereinsamt sei: „am Rande sitzend, nicht mehr Teilhaber der Gesellschaft, sondern bestenfalls noch ihr Kritiker“. Nur aus dieser Situation eines Parias seien Werke wie Nachtgedanken und Deutschland. Ein Wintermärchen verständlich.

## Neuere Adaptionen
Die Phrase „Denk ich an Deutschland“ ist oft als Titel verwendet worden, so für Bücher, Aufsätze, Zeitungsartikel, die Fernsehspielreihe der ARD Denk ich an Deutschland … und die wöchentliche Sendereihe Denk ich an Deutschland im Deutschlandfunk. Mit dem Gedichttitel wurde u. a. die Reihe von Fernsehsendungen zum Sendeschluss, Nachtgedanken mit Hans-Joachim Kulenkampff, benannt.

## Ausgabe
- Heinrich Heine. Historisch-kritische Gesamtausgabe der Werke, Hrsg. von Manfred Windfuhr, Band 2, Hamburg 1983, Seite 129–130